# Сан-Поссидоньо
Сан-Поссидоньо (итал. San Possidonio) —  коммуна в Италии, располагается в регионе Эмилия-Романья, подчиняется административному центру Модена.
Население составляет 3495 человек, плотность населения составляет 206 чел./км². Занимает площадь 17 км². Почтовый индекс — 41039. Телефонный код — 0535.
Покровителем коммуны почитается святой Поссидоний, празднование 16 мая.